# Pep & Rash
Pep & Rash è un duo di musica elettronica composto dai disc jockey Jesse van de Ketterij e Rachid El Uarichi e formatosi a Goes, in Zelanda.

## Carriera
Il duo ottenne successo coi singoli Fatality, Red Roses, Sugar e Rumors, quest'ultimo in grado di raggiungere la posizione 17 della classifica musicale inglese, tutti pubblicati tramite Spinnin' Records e Spinnin' Deep. Nel corso degli anni il duo ha collaborato con alcuni dei più importanti artisti appartenenti all’etichetta discografica olandese come Lucas & Steve, Sander van Doorn, Chocolate Puma e Watermät.

## Discografia

### Singoli
- 2013: Rocksus
- 2013: Hai Hai Hai
- 2013: Epifania (con Funky Ro)
- 2013: Te Te Ma
- 2013: Unda (con Santos Suarez)
- 2014: Fatality (Quintino Edit)
- 2015: Rumors
- 2015: Red Roses
- 2015: Red Roses (Let Her Go)
- 2015: Sugar (con Shermanology)
- 2015: White Rabbit (con Sander van Doorn)
- 2016: Enigma (con Lucas & Steve)
- 2016: Echo (con Polina)
- 2016: Love The One You're With
- 2017: The Stars Are Mine (con Chocolate Puma)
- 2017: Feel Alive (con Lucas & Steve)
- 2017: Break Down (feat. D-Double)
- 2017: Underground
- 2017: Ruff Like This (con Watermät)
- 2018: Bombaclat
- 2018: Together Forever (con Chocolate Puma)
- 2019: Bang Beatz
- 2019: Guestlist (con Bram Fidder)

### Remix
- 2013: Jay Ennes e Troy Denari - When You Say This (Pep & Rash UK Mix)
- 2013: Santos Suarez - Pipa (Pep & Rash Remix)
- 2014: R3hab feat. Trevor Guthrie - Soundwave (Pep & Rash Remix)
- 2015: Tchami feat. Kaleem Taylor - Promesses (Pep & Rash Remix)
- 2015: Alesso - Sweet Escape (Pep & Rash Remix)
- 2015: Hardwell e Headhunterz feat. Haris - Nothing Can Hold Us Down (Pep & Rash Remix)
- 2017: The Knocks feat. Sam Nelson Harris - HEAT (Pep & Rash Remix)